# 特雷隆 (马恩省)
特雷隆（法語：Treslon，法語發音：[tʁɛlɔ̃]）是法国马恩省的一个市镇，位于该省西北部，属于兰斯区。

## 地理
特雷隆（49°14'25"N, 3°49'20"E）面积3.97 平方千米，位于法国大東部大區马恩省，该省份为法国东北部内陆省份，北起阿登省，西北接埃纳省，西南接塞纳-马恩省，南至奥布省，东南接上马恩省，东临默兹省。
与特雷隆接壤的市镇（或旧市镇、城区）包括：布勒斯、法沃罗勒和科埃米、热尔米尼、普瓦伊、罗奈、阿德尔河畔萨维尼、特拉姆里。

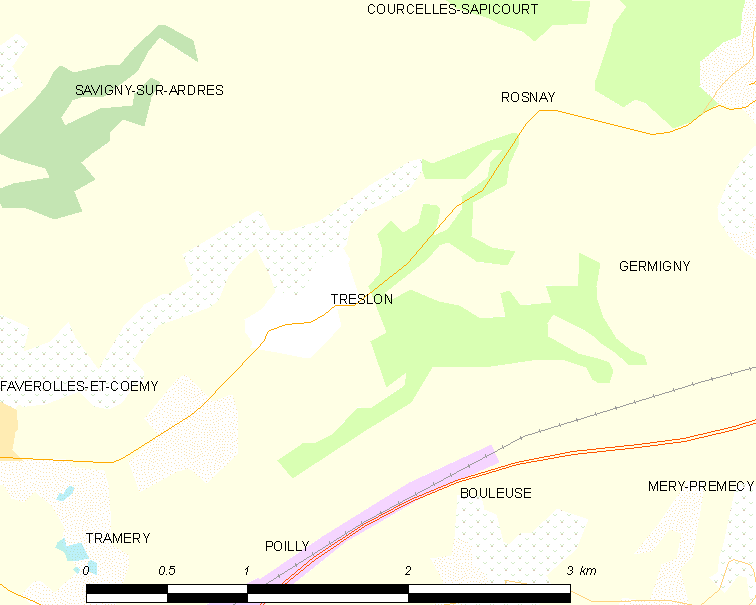
的OSM定位图

特雷隆的时区为UTC+01:00、UTC+02:00（夏令时）。

## 行政
特雷隆的邮政编码为51140，INSEE市镇编码为51581。

## 政治
特雷隆所属的省级选区为菲姆-兰斯山县。

## 人口

1962-2008年间人口变化图示

特雷隆于2022年1月1日时的人口数量为262人。